# Gravitação quântica
Gravitação quântica é o campo da física teórica que desenvolve modelos físico-matemáticos específicos, no propósito de contribuir para a unificação da mecânica quântica (que já descreve três das quatro conhecidas interações de campo) com a relatividade geral (que contempla e descreve a quarta interação de campo, a interação gravitacional). A gravitação quântica, em si, busca conciliar no domínio quântico (subatômico) a aplicação da interação gravitacional. O desafio final é construir uma teoria do campo unificado (a teoria de tudo), que descreva todas as interações nos domínios micro e macrocósmico.
Muito da dificuldade em se fundir estas teorias origina-se das hipóteses radicalmente diferentes que estas teorias utilizam para explicar como nosso universo funciona. Enquanto a teoria quântica de campos baseia-se em campo de partículas embutidas no espaço-tempo da relatividade restrita, a relatividade geral modela a gravidade como uma curvatura do espaço-tempo que afeta o movimento das massas.
O caminho mais óbvio para combinar estas duas (que é tratar a gravidade como simplesmente outro campo de partícula) conduz rapidamente para aquilo que conhecemos como problema da renormalização. Partículas de gravidade devem atrair-se mutuamente, somando juntas todas as interações, resultando em muitos valores infinitos os quais não podem ser facilmente cancelados sem ajuste sensível. Isto contrasta com a eletrodinâmica quântica onde algumas vezes se atinge resultados infinitos, mas estes, por serem poucos, podem ser removidos via renormalização.
Ambas, mecânica quântica e relatividade geral, têm sido altamente bem sucedidas. A energia e as condições nas quais a gravitação quântica se torna importante são inacessíveis aos experimentos laboratoriais atuais. O resultado disto é que não há dados observacionais que possam prover qualquer auxílio para combinar as duas.
A abordagem geral tomada na geração de uma teoria quântica da gravidade é considerar que a teoria em questão será simples e elegante e então procurar nas teorias atuais por simetrias e dicas de como combiná-las em uma teoria mais abrangente. Um problema com esta abordagem é que não sabemos se a resultante será uma teoria simples e elegante. No entanto, tal teoria se faz necessária no sentido de compreender problemas onde estão envolvidas uma combinação de grandes massas e energias com dimensões espaciais muito reduzidas, tais como o comportamento de buracos negros, e a origem do universo.

## Perspectiva histórica
Historicamente, tem havido duas reações à aparente inconsistência da teoria quântica com a necessária independência-básica da teoria da relatividade geral. A primeira é que a interpretação geométrica da relatividade geral não é fundamental, mas surge qualitativamente de alguma teoria mais primordial. Isto é explicitado, por exemplo, no livro-texto clássico de Steven Weinberg Gravitation and Cosmology.
Um ponto de vista oposto é que a independência-fundo é fundamental, e que a mecânica quântica necessita ser generalizada por parâmetros onde não foi especificado, a priori, o tempo. O ponto de vista geométrico está exposto no texto clássico Gravitation, de Misner, Wheeler e Thorne.  Progressos foram alcançados nas duas frentes, conduzindo, em 2004, à teoria das cordas por um lado, e por outro lado à gravitação quântica em loop.

### Pesquisa em gravidade quântica
Historicamente, a evolução da pesquisa em gravidade quântica pode ser aproximadamente dividida em cinco períodos.

#### Pré-história: 1930-1959
Durante a década de 1950, as idéias básicas de todas as três linhas de pesquisa são claramente definidas e os programas de pesquisa delineados.

#### Idade Clássica: 1960-1969
Os anos 60 testemunham o forte desenvolvimento de dois dos três programas, o covariante e o canônico. No final da década, os dois programas alcançaram a construção básica de sua teoria: as regras de Feynman para o campo gravitacional de um lado e a equação de Wheeler-DeWitt do outro. Para chegar a esses resultados, uma quantidade impressionante de trabalho técnico e engenhosidade se mostrou necessária. Os anos sessenta encerram –como em muitos outros aspectos– com a promessa de um novo mundo brilhante.

#### Idade Média: 1970-1983
Os anos setenta logo desapontam as esperanças dos anos sessenta.
Os dois livros, editados por renomados físicos teóricos, expressam visões completamente opostas do significado da gravitação. Foram publicados quase simultaneamente no início de 1970. A razão foi que um impasse tinha sido alcançado, uma situação que levou Richard Feynman (que por si mesmo tinha feito importantes tentativas para compreender a gravitação quântica) a escrever, em desespero, "Lembre-me de não voltar a mais nenhuma conferência de gravitação" em uma carta para sua esposa no início de 1960. Torna-se cada vez mais claro que a equação Wheeler-DeWitt está muito mal definida para cálculos teóricos genuinamente de campo. E as evidências da não renormalizabilidade  da GR se acumulam. Ambas as linhas de anexação encontraram seu obstáculo.  
Em 1974, Hawking deriva a radiação do buraco negro. Tentando lidar com a equação de Wheeler-DeWitt, ele desenvolve uma versão da soma ao longo da história como uma soma das geometrias “euclidianas” (Riemannianas). Há empolgação com a ideia da função de onda do universo e a abordagem abre caminho para o pensamento e a computação da mudança da topologia. Mas para quantidades teóricas de campo, a integral funcional euclidiana se mostrará tão fraca como uma ferramenta de cálculo quanto a equação de Wheeler-DeWitt.
No lado covariante, a principal reação à não renormalizabilidade de GR é modificar a teoria. Esperanças fortes, então desapontadas, motivam o estudo da supergravidade e ações derivadas mais altas para GR A paisagem da gravidade quântica é sombria.

#### Renascença: 1984-1994
A luz volta em meados dos anos oitenta. No campo covariante, as várias tentativas de modificar o GR para se livrar dos infinitos se fundem na teoria das cordas. A teoria perturbativa das cordas finalmente entrega a longa busca de uma teoria computável para amplitudes de espalhamento gravitacional quântico. É verdade que existem preços a pagar, como a dimensionalidade errada do espaço-tempo e a introdução de partículas supersimétricas que, ano após ano, são declaradas prestes a serem descobertas. Mas o resultado de uma expansão de perturbação finita, há muito procurada, é bom demais para ser descartado apenas porque o mundo insiste em parecer diferente de nossas teorias. A luz também volta a brilhar no lado canônico. Vinte anos após a equação de Wheeler-DeWitt, a gravidade quântica em loop finalmente fornece uma versão da teoria suficientemente bem definida para realizar cálculos explícitos. Aqui também, estávamos longe de ser uma teoria realista completa, e as amplitudes de espalhamento, por enquanto, não podem ser calculadas de forma alguma, mas a empolgação por ter uma teoria de campo quântico rigorosamente definida, não perturbativa, covariante geral e de fundo independente é forte .

#### História recente 1995-2000
Tanto a teoria das cordas quanto a gravidade quântica em loop cresceram fortemente por uma década, até que, em meados dos anos 90, começaram a entregar resultados físicos. O brilho do buraco negro de Hawking é derivado de ambas as abordagens, praticamente no mesmo mês. E a gravidade quântica em loop leva ao cálculo das primeiras previsões físicas quantitativas da escala de Planck: os espectros dos valores próprios de área e volume.
A tradição da soma das histórias, entretanto, não morreu. Apesar das dificuldades da integral euclidiana, ela permanece como uma ideia de referência e orienta o desenvolvimento de várias linhas de pesquisa, desde as abordagens em rede discreta, até a formulação da “soma de estados” de teorias topológicas. Eventualmente, o último motivou uma tradução da gravidade quântica de loop em uma forma de soma de histórias de Feynman: a formulação de espuma de spin.

## A incompatibilidade entre mecânica quântica e relatividade geral
Harmonizar a teoria da relatividade geral, que descreve a gravitação e suas aplicações em estruturas de larga-escala (estrelas, planetas e galáxias) com a mecânica quântica, que descreve as outras três forças fundamentais atuando em escala microscópica é, atualmente, um dos maiores problemas da física teórica.
Uma lição fundamental da relatividade geral é que não existe um referencial preferencial para o espaço-tempo, como exposto na mecânica Newtoniana e na relatividade restrita, ou seja,  a geometria do espaço-tempo é dinâmica. Apesar da fácil aceitação em princípio, esta ideia é de difícil compreensão no que tange à relatividade geral, e suas conseqüências são profundas, mas não totalmente exploradas, mesmo ao nível clássico.
Em um certo sentido, a relatividade geral pode ser vista como uma teoria relacional, na qual a única informação física relevante é a relação entre diferentes eventos no espaço-tempo.
Por outro lado, a mecânica quântica possui uma dependência desde sua concepção de estrutura (não-dinâmica) de fundo. No caso da mecânica quântica, o tempo é dinâmico e não determinado, como na mecânica clássica newtoniana. Na teoria quântica de campo relativística, tal como em uma teoria clássica de campo, o espaço-tempo Minkowski é fixado no arcabouço da teoria.
A teoria das cordas, foi concebida como uma generalização da teoria quântica de campo onde, ao invés de partículas pontuais, objetos parecidos com cordas propagam-se num arcabouço de espaço-tempo fixo. Embora a teoria das cordas tenha origem no estudo do confinamento de quark e não da gravitação quântica, foi logo descoberto que o seu espectro contém o graviton, e que a  "condensação" de certos modos vibracionais da corda é equivalente à modificação do arcabouço original.
A Teoria quântica de campo (não-Minkowskian) curvado, embora não seja uma teoria quântica da gravidade, tem mostrado que algumas hipóteses da teoria quântica não podem ser consideradas sob espaço-tempo curvo. Em particular, mesmo a noção quântica de vácuo depende do caminho que o observador segue através do espaço-tempo (veja efeito Unruh). Também, o conceito de campo parece ser mais fundamental que o conceito de partícula (o qual surge como um meio conveniente para descrever interações localizadas). Este caminho, contudo, não é livre de controvérsia, sendo contrário à forma como a teoria quântica de campo foi desenvolvida por Steven Weinberg no livro Quantum Field Theory.
A gravitação quântica de loop é fruto de um esforço para formular uma teoria quântica independente do arcabouço. A teoria quântica de campo topológica fornece um exemplo de teoria quântica independente do arcabouço, mas com nenhum grau de liberdade local, e somente com finitos graus de liberdade globais. Isto é inadequado para descrever a gravidade em 3+1 dimensões, na qual mesmo no vácuo têm-se graus de liberdade locais de acordo com a relatividade geral. Em 2+1 dimensões, contudo, a gravidade é uma teoria de campo topológica que teve sua quantização bem sucedida de várias maneiras, incluindo redes de spin.
Há três outros pontos de tensão entre a mecânica quântica e a relatividade geral.
Primeiro, a relatividade geral prediz uma quebra de paradigma nas singularidades, e a mecânica quântica se tornaria inconsistente nas vizinhanças das singularidades.
Segundo, não está claro como determinar o campo gravitacional de uma partícula se, em relação ao princípio da incerteza de Heisenberg da mecânica quântica, a localização e velocidade não podem ser conhecidas com precisão absoluta.
Terceiro, há uma tensão, mas não uma contradição lógica, entre a violação da desigualdade de Bell na mecânica quântica, a qual indica uma influência superluminal, e a velocidade da luz como uma velocidade limite na relatividade. A resolução destes dois primeiros pontos deve vir de uma melhor compreensão da relatividade geral .

## Teorias
Há inúmeras propostas de teoria de gravitação quântica:
- Teoria das cordas
- Supergravitação
- AdS/CFT
- Equação Wheeler-deWitt
- Gravidade quântica em loop de Ashtekar, Smolin e Rovelli
- Gravitação quântica Euclidiana
- Geometria não comutativa de Alain Connes
- A teoria do "R = T" ( dilaton )[33][34]  por Robert Mann e Tony Scott
- Teoria Twistor de Roger Penrose
- Gravitação quântica discreta de Lorentzian
- Gravitação induzida Sakharov
- Calculo Regge
- Métrica acústica e outros modelos análogos de gravitação
- Processos Físicos
- Teoria do campo unificado

## Na cultura popular
A famosa parodia do pós-modernismo por Alan Sokal (veja Sokal Affair) foi intitulada Transgressing the Boundaries: Toward a Transformative Hermeneutics of Quantum Gravity.